# Legamento crociato posteriore
Il legamento crociato posteriore è uno dei legamenti del ginocchio, e strutturalmente è il più grosso e il più robusto di questi. Il nome deriva dalla sua inserzione sulla parte posteriore della tibia. Ha una lunghezza di circa 38/40 mm mentre il diametro medio può variare fra i 10mm e i 13 mm.

## Anatomia

### Posizione
Il legamento crociato posteriore prossimalmente (nella parte superiore) si inserisce 
sulla parete laterale del condilo femorale mediale. L'inserzione tibiale (nella parte inferiore) è situata tra i due emipiatti tibiali, nella fovea tibiale posteriore. 

### Composizione
Il legamento crociato posteriore si compone di due fasci:
- Fascio antero laterale;
- Fascio postero mediale;

Questi fasci sono posti in modo tale che durante il movimento di flesso-estensione del ginocchio la stabilità  dell'articolazione sia sempre garantita dalla tensione di almeno uno dei due.
Studi recenti condotti da Makris et al. hanno riconosciuto fino a 4 fasci distinti nella composizione del legamento, anche se, come spiega Pier Paolo Mariani, una tale divisione in più fasci non risulta vicina alla realtà. La divisione in due parti, soprattutto per quanto riguarda gli studi di biomeccanica articolare, viene comunque mantenuta.

### Vascolarizzazione
Da un punto di vista vascolare (circolazione sanguigna) l'arteria genicolata media è quella che dà il maggior apporto di sangue al legamento crociato posteriore.
Diversi studi hanno dimostrato l'importanza della vascolarizzazione nel legamento crociato posteriore rispetto al legamento crociato anteriore. Infatti l'apporto sanguigno risulta essere maggiore nel primo rispetto al secondo, e questo sembrerebbe spiegare la maggiore capacità di guarigione spontanea nelle lesioni parziali del legamento crociato posteriore rispetto al legamento crociato anteriore.

## Biomeccanica
Per quanto riguarda l'analisi biomeccanica, rifacendosi alla descrizione dei fasci antero laterale (AL) e postero mediale (PM), come spiega A. Amis, il fascio AL risulta lasso a ginocchio esteso, mentre il fascio PM in questa posizione va in tensione massima, e si oppone all'iperestensione del ginocchio. Durante il movimento di flessione del ginocchio, il fascio PM perde progressivamente di tensione, mentre aumenta la tensione a livello del fascio AL. Alla massima flessione avremo massima tensione del fascio AL, mentre il fascio PM, dopo aver raggiunto la massima lassità, si tende nuovamente in maniera da evitare il “cassetto posteriore”.

## Valutazione clinica
I test diagnostici per il legamento crociato posteriore possono essere divisi in statici e dinamici. 

I test più diffusi sono:
- Cassetto posteriore;
- Cassetto postero laterale;
- Test di contrazione attiva quadricipitale;
- Whipple test;
- Step-off;
- Dinamic posterior shift;
- ERTFA(External Rotation Thigh Foot Angle Test);
- Recurvatum test;
- Reverse pivot shift test;

## Diagnostica per immagini
Sul legamento crociato posteriore si possono eseguire vari esami radiografici per ottenere una diagnosi per immagini più possibile vicino alla realtà. 

Questi esami sono:
- Esame RX (radiografia tradizionale);
- Tomografia assiale computerizzata (TAC);
- Risonanza magnetica nucleare (RMN);

Tra gli esami nominati la RMN è quella che viene usata maggiormente nelle lesioni acute di LCP, poiché è quella che garantisce la possibilità di errore minore (tra 0% e 16%).

## Lesioni
Le lesioni dei legamenti, e quindi del legamento crociato posteriore, possono essere sia parziali che totali. 

Le lesioni parziali possono interessare una o più porzioni dei fasci antero laterale e postero mediale, e non hanno bisogno di trattamenti specifici, se non quelli conservativi, perché come già detto l'elevata vascolarizzazione del legamento porta ad una guarigione spontanea dello stesso.

## Ricostruzione di legamento

### Tecniche di ricostruzione
Le tecniche di ricostruzione del legamento crociato posteriore sono varie. Le più in uso sono:
- Ricostruzione transtibiale a singolo fascio femorale;
- Ricostruzione transtibiale a doppio fascio femorale;
- Ricostruzione con tecnica inlay;
- Ricostruzione con tecnica inlay artroscopica;
- Avulsione del legamento crociato posteriore;
- Ricostruzione artroscopica combinata LCA e LCP;

### Complicazioni chirurgiche
A seguito di un intervento chirurgico al legamento crociato posteriore si possono verificare alcune complicazioni per il paziente. 

Come spiegano J. Bartlett e A. Roberts, tra le complicazioni generiche più frequenti nella chirurgia ricostruttiva del ginocchio abbiamo:
- Lassità posteriore;
- Ipotonotrofia (problemi nella crescita muscolare);
- Mal posizionamento dei tunnel femorali con artrosi precoce.
- Alterazioni degenerative dell'articolazione;
- Aumento della traslazione posteriore della tibia;
- Crepitii femoro-rotulei;
- Trombo embolia;
- Infezione;
- Complicazioni anestesiologiche ed analgesiche;
- Dolore nella sede del prelievo del neo-legamento (tendine rotuleo);
- Mal tolleranza dei legamenti sintetici;
- Rischio di contrarre HIV in seguito a trapianto con legamenti da cadavere;
- Complicazioni da fascia ischemica.

Per quanto riguarda invece specificatamente la ricostruzione del legamento crociato posteriore si riscontrano:
- Instabilità post-chirurgica;
- Lesione dell'arteria poplitea;
- Perdita della sensibilità della pelle;
- danneggiamento del nervo peroniero comune;
- artrofibrosi;
- Problematiche nella fissazione del neo legamento;
- Necrosi asettica del condilo femorale mediale;
- Osteolisi del tunnel;
- Artrosi post chirurgica;
- sindrome compartimentale;